# Metapsicologia
La metapsicologia è una serie di scritti teorici di Sigmund Freud che descrivono le modalità di costruzione e di funzionamento dei processi psichici e degli aspetti della dinamica psichica attraverso l'uso di concetti per lo più simbolici e metaforici ripresi dal mondo della fisica. Si tratta, probabilmente, del punto di massimo contatto fra la psicoanalisi nella sua dimensione clinica, la psicologia, e la filosofia.
La metapsicologia è costituita per lo più da teorie desunte dal lavoro clinico con pazienti o da osservazione diretta, e fu sviluppata da Freud nella necessità di costruire un ampio impianto teorico per la psicoanalisi al di là degli aspetti clinici e d'intervento, creando così una completa teoria della mente.
La metapsicologia può essere utilizzata in riferimento diretto alla psicodinamica, dal momento che ne descrive la natura ed il modo in cui i processi mentali sono strutturati, e la loro utilità nell'economia dell'energia psichica.

## Etimologia
Il significato della parola metapsicologia deriva dal paragone che Freud pone fra il mondo fisico e il mondo psicologico; come per la fisica esiste una metafisica, così per la psicologia deve esistere una metapsicologia.
Come il termine metafisica significa tutto ciò che va al di là del mondo fisico, così Freud con metapsicologia intende significare tutto ciò che va al di là del mondo psicologico.

Il termine metapsicologia fu usato per la prima volta da Freud nella lettera all'amico Wilhelm Fliess del 13 febbraio 1896: 
 e fu chiarito in una lettera del 10 marzo 1898, ancora indirizzata all'amico berlinese: 

## Il pensiero di Freud
Il concetto di Freud sul rapporto fra metafisica e metapsicologia va oltre questo elementare approccio; scrive infatti: 

Nel 1915, Freud approfondisce la definizione di metapsicologia: 
La metapsicologia di Freud ha subìto diverse rielaborazioni nel corso dei suoi studi clinici. Troviamo testi di metapsicologia lungo l'intero arco degli scritti di Freud:

- Progetto di una psicologia, 1895
- L'interpretazione dei sogni, Cap. 7º, 1900
- Precisazioni sui due principi dell'accadere psichico, 1911
- Elementi per una metapsicologia, 1915
- Al di là del principio del piacere, 1920
- L'Io e l'Es, 1923
- Compendio di psicoanalisi, 1938

In questi scritti, per quanto concerne l'apparato psichico, sostanzialmente, si possono riconoscere le teorizzazioni di due "topiche":
- una che riconosce la distinzione di tre "strati" della coscienza (conscio-preconscio-inconscio);
- una che ipotizza l'esistenza di tre istanze, i celeberrimi Es, Io e Super-Io in conflitto fra loro nei pazienti ammalati di nevrosi.

## La metapsicologia negli epigoni
Per Heinz Kohut (Narcisismo e Analisi del Sé, 1971) il nucleo centrale da cui prendono forma tutte le attività psichiche (concentrate nell'idea di narcisismo) è il Sé, centro indipendente di iniziativa che gestisce il narcisismo. Il Sé cerca relazioni con oggetti esterni, generando "oggetti-Sé", vale a dire delle fonti di relazione interiorizzate dall'individuo, che esistono in funzione del Sé, rispondendo alle sue richieste di empatia, grandiosità e autostima.
Wilfred Bion, pur lontano da molti degli aspetti della Psicologia della Personalità, riconosce la distinzione freudiana conscio-inconscio e colloca fra le due aree la barriera di contatto, una zona di passaggio dal sistema conscio a quello inconscio attraverso la quale i processi mentali transitano senza soluzione di continuità.
Altri contributi metapsicologici sono quelli relativi ai sistemi motivazionali (Joseph Lichtenberg), ed altre teorizzazioni dell'organizzazione del Sé (ad esempio, quella di Daniel Stern).
Hartmann, Kris e Loewenstein hanno aggiunto al punto di vista topico, dinamico ed economico proposto da Freud, anche il punto di vista genetico, per il quale lo sviluppo psichico sarebbe suddiviso in diverse fasi, che si sviluppano dalla nascita alla maturità.
David Rapaport ha proposto di aggiungere anche il punto di vista dell'"adattamento".

## Commenti critici
L'impresa di costruire una metapsicologia era molto ardua e se ne era accorto anche Freud, tanto che ad un certo punto lui stesso abbandonò i tentativi di costruirne una modellizzazione completa.
Facendo il punto a tutt'oggi (2010), il tentativo di descrivere la metapsicologia con le nuove tecniche d'indagine neuroscientifica è ancora in corso.